# XLNT
XLNT je skriptovací jazyk pro platformy Microsoft Windows vycházející z jazyka DCL pro systém OpenVMS.

## Popis
XLNT vytvořila firma Advanced Systems Concepts, Inc. v roce 1997. Implementace obsahuje vlastní program XLNT, Windows Scripting Host engine, a integrované vývojové prostředí. XLNT může pracovat v režimu CGI. Je jedním z několika nástrojů pro interoperabilitu a emulaci prostředí VMS pro Windows; dalšími jsou PC-DCL a Accelr8 DCL Lite, interprety pro konzolový režim, které je možné spouštět v automatizovaném režimu. Starším programem tohoto typu je VCL, který poskytuje funkčnost systému VMS v prostředí operačních systémů MS-DOS, IBM PC DOS, OS/2 a některých variant Unixu. VCL lze spustit také pod novějšími verzemi Windows, které umožňují spouštění 16bitových programů pro DOS, například Windows NT pomocí Win16/DOS environmental subsystem nebo které mají volbu programové kompatibility jako Windows XP a vyšší.